# Южнолондонское дерби

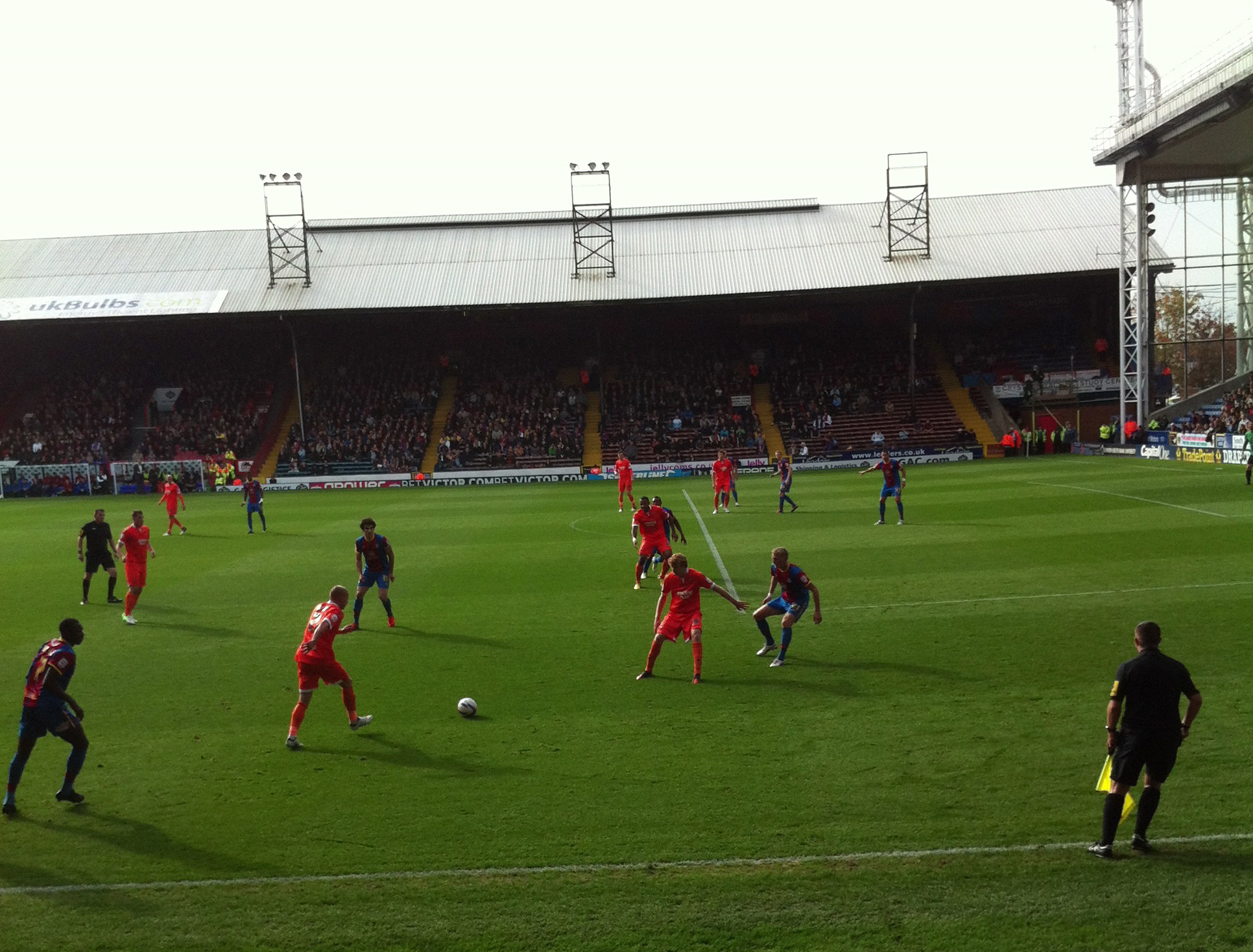
«Кристал Пэлас» играет против «Миллуолла» на «Селхерст Парк» (сезон 2012/2013)

Дерби Южного Лондона (англ. South London derby) — название футбольного дерби между командами Футбольной лиги Англии, расположенными в южной части Лондона: «Чарльтон Атлетик», «Кристал Пэлас», «Миллуолл» и АФК «Уимблдон». Иногда соперничество между «Чарльтоном» и «Миллуоллом» называют Дерби Юго-Восточного Лондона (англ. South East London derby). Значительный вклад в соперничество между клубами и их болельщиками вносит близкое географическое расположение команд. «Чарльтон» и «Миллуолл» расположены в юго-восточной части Лондона, при этом стадион «Львов» «Ден» и арена «Эддикс» «Вэлли» находятся менее чем в четырёх милях друг от друга. «Стекольщики» базируются дальше на юг в пригороде Южный Норвуд, а их стадион «Селхерст Парк» расположен в шести милях от «Дена» и в восьми от «Вэлли». «Донс» играют на «Кингсмедоу», в восьми милях к западу от «Селхерст Парка», одиннадцати от «Дена» и пятнадцати от «Вэлли».
Соперничество между командами началось в 1906 году, когда «Кристал Пэлас» и «Миллуолл» впервые встретились с друг другом в Южной лиге. Часто конкурируя между собой в одной и той же лиге, две команды провели за 108 лет более 130 матчей в рамках Южнолондонского дерби. В 1921 году в Футбольную лигу вступил «Чарльтон», тем самым присоединившись к Дерби Южного Лондона. «Уимблдон» стал клубом Футбольной лиги только в 1977 году и сыграл своё первое дерби в 1980 году. В 2003 году «Уомблс» переехал в Милтон-Кинс, сменив название на «МК Донс», тем самым выбыв из числа участников Южнолондонского дерби. В 2002 году болельщики «Уимблдона», не смирившись с переездом клуба, основали новую команду, названную АФК «Уимблдон». Начав с 9-го дивизиона английского футбола возрождённые «Донс» уже в 2011 году добились своей главной цели, вернув себе статус клуба Футбольной лиги.
По данным опроса, проведённого в 2012 году, поклонники «Чарльтона» считают основным соперником «Кристал Пэлас», а вторым — «Миллуолл». Болельщики «стекольщиков» рассматривают своим главным врагом клуб «Брайтон энд Хоув Альбион», «Львов» как второго по важности соперника, а «Чарльтон» третьим. Для «Миллуолла» главным соперником является «Вест Хэм Юнайтед», второе место занял «Кристал Пэлас» и третье — «Чарльтон». Болельщики АФК «Уимблдон» рассматривают «стекольщиков» в качестве второго по важности соперника, после «МК Донс».

## История
Клуб «Миллуолл» был основан в 1885 году, «Чарльтон» и «Кристал Пэлас» появились на 20 лет позже, в 1905 году. Вскоре после создания «Стекольщики» присоединились к Южной футбольной лиге, одним из учредителей которой был «Миллуолл». Эти две команды играли друг против друга в Южной лиге в течение десяти сезонов. Первый матч между собой «Стекольщики» и «Львы» сыграли 17 ноября 1906 года, закончился он победой «Кристал Пэлас» со счётом 3:0, хотя эта игра ещё не была Дерби Южного Лондона, так как «Миллуолл» до 1910 года базировался в Восточном Лондоне. В то время самой успешной командой на юге Лондона был клуб «Вулидж Арсенал», который в 1893 году стал первым членом Футбольной лиги из Южного Лондона. «Чарльтон Атлетик» в отличие от «Стекольщиков» и «Львов» первые годы своей истории провёл в непрофессиональных лигах, так как не мог соревноваться с «Арсеналом», располагавшимся по соседству. Поэтому в начале XX века «Эддикс» не играли против «Миллуолла» или «Кристал Пэлас». Ситуация изменилась после того как в 1913 году «Вулидж Арсенал» переехал в Северный Лондон, одновременно сократив название до «Арсенала». В 1920 году «Чарльтон» стал профессиональной командой, вступив в Южную Лигу.
В сезоне 1920/1921 годов «Миллуолл» и «Кристал Пэлас» одновременно присоединились к Футбольной лиге Англии, став играть в Третьем дивизионе, а уже через год в лигу вступил «Чарльтон», начав наконец конкурировать с соседями по южной части Лондона на одном уровне. «Уимблдон» стал клубом Футбольной лиги гораздо позже, только в сезоне 1977/1978 годов, первый раз сыграв в Южнолондонском дерби в 1980 году против «Миллуолла».
За всю историю Дерби было два случая, когда все четыре команды Южного Лондона играли вместе в одной лиге. В сезоне 1985/1986 годов «Чарльтон», «Кристал Пэлас», «Миллуолл» и «Уимблдон» соревновались с друг другом во Втором дивизионе. По итогам сезона «Чарльтон» и «Уимблдон» получили право на повышение, завершив его 2-м и 3-м соответственно, «Кристал Пэлас» финишировал 5-м, «Миллуолл» девятым. В сезоне 1989/1990 годов все четыре команды Южного Лондона выступали в Первом дивизионе, в то время высшем уровне английского футбола. «Уимблдон» закончил сезон восьмым, «Кристал Пэлас» 15-м, а «Чарльтон» и «Миллуолл» были понижены, закончив чемпионат 19-м и 20-м соответственно.
Несколько игр Южнолондонского дерби проводились не на домашних стадионах. Так, во время Второй мировой войны стадион «Миллуолла» был серьёзно поврежден немецкой бомбой и пожаром. После этого некоторое время клуб проводил домашние матчи на аренах своих соседей, «Чарльтона» и «Кристал Пэлас». Сразу после начала сезона 1985/1986 годов «Чарльтон» был вынужден покинуть стадион «Вэлли» так как Лига была неудовлетворена его безопасностью. Шесть лет, вплоть до 1991 года, клубу пришлось проводить свои домашние игры на арене «Кристал Пэлас». Затем «Эддикс» ещё год провели на стадионе «Вест Хэм Юнайтед». Только в 1992 году «Чарльтон» смог вернуться на свой стадион. «Уимблдон» из-за несоответствия своего стадиона нормам Лиги с 1991 года и до переезда в Милтон-Кинс в 2003 выступал на стадионе «Стекольщиков». Воссозданный АФК «Уимблдон» играет на арене полупрофессионального клуба Истмийской лиги «Кингстониан» в Кингстон-апон-Темс (Внешний Лондон).

## Известные матчи
| Дата             | Соревнование                                 | Хозяева         | Гости              | Счёт | Примечание |
| ---------------- | -------------------------------------------- | --------------- | ------------------ | ---- | --- |
| 17 ноября 1906   | Южная лига                                   | «Кристал Пэлас» | «Миллуолл Атлетик» | 3:0  | Первая в истории встреча между участниками Южнолондонского дерби                                                                                |
| 31 октября 1910  | Турнир в пользу Благотворительного фонда АПФ | «Миллуолл»      | «Кристал Пэлас»    | 0:3  | Первое настоящее Дерби Южного Лондона, так как было сыграно после переезда «Миллуолла» из Восточного Лондона                                    |
| 15 января 1921   | 3-й южный дивизион                           | «Миллуолл»      | «Кристал Пэлас»    | 0:1  | Первое Южнолондонское дерби в Футбольной Лиге                                                                                                   |
| 10 октября 1921  | Турнир в пользу Благотворительного фонда АПФ | «Миллуолл»      | «Чарльтон»         | 2:0  | Дебют «Чарльтона» в Дерби Южного Лондона |
| 31 декабря 1921  | 3-й южный дивизион                           | «Миллуолл»      | «Чарльтон»         | 0:1  | Первое для «Чарльтона» дерби в рамках Футбольной лиги                                                                                           |
| 14 ноября 1925   | 3-й южный дивизион                           | «Чарльтон»      | «Кристал Пэлас»    | 1:1  | Первый официальный матч «Эддикс» против «Стекольщиков»                                                                                          |
| 3 января 1931    | Второй дивизион                              | «Миллуолл»      | «Чарльтон»         | 6:0  | Самая крупная победа за всю историю Южнолондонского дерби                                                                                       |
| 5 апреля 1980    | Третий дивизион                              | «Миллуол»       | «Уимблдон»         | 2:2  | Дебют «Уимблдона» в Дерби Южного Лондона |
| 12 и 15 мая 1996 | Первый дивизион                              | «Кристал Пэлас» | «Чарльтон»         | 3:1  | Полуфинал плей-офф за право играть в Премьер-лиге                                                                                               |
| 23 августа 2003  | Первый дивизион                              | «Уимблдон»      | «Миллуолл»         | 1:3  | Последнее Южнолондонское дерби для старого «Уимблдона», в сентябре команда переехала в Милтон-Кинс                                              |
| 24 марта 2004    | Первый дивизион                              | «Уимблдон»      | «Миллуолл»         | 0:1  | Последний матч старого «Уимблдона» против соперника по Южнолондонскому дерби перед ребрендингом                                                 |
| 15 мая 2005      | Премьер-лига                                 | «Чарльтон»      | «Кристал Пэлас»    | 2:2  | Пропустив мяч за 7 минут до конца игры «Кристал Пэлас» стал первым клубом, который в четвёртый раз вылетел из топ-дивизиона английского футбола |
| 9 ноября 2009    | Кубок Англии                                 | «Миллуолл»      | АФК «Уимблдон»     | 4:1  | Первое дерби для возрождённого «Уимблдона» |
| 19 декабря 2009  | Первая лига                                  | «Чарльтон»      | «Миллуолл»         | 4:4  | Первая встреча команд с 1996 года была посвящена памяти убитых местных подростков                                                               |

1. ↑  Счёт по итогам обоих матчей

## Результаты

### «Чарльтон» против «Кристал Пэлас»
По состоянию на 2 февраля 2013 года. Только игры первых команд, исключая все предсезонные, товарищеские, недействительные матчи, а также игры в период обеих мировых войн.
|                         | Сыграно | Победы «Чарльтона» | Ничьи | Победы «Кристал Пэлас» | Голы «Чарльтона» | Голы «Кристал Пэлас» |
| ----------------------- | ------- | ------------------ | ----- | ---------------------- | ---------------- | -------------------- |
| Футбольная лига         | 56      | 17                 | 13    | 26                     | 55               | 78                   |
| Кубок Англии            | 2       | 1                  | 1     | 0                      | 2                | 0                    |
| Кубок Лиги              | 5       | 0                  | 1     | 4                      | 4                | 9                    |
| Англо-итальянский кубок | 1       | 1                  | 0     | 0                      | 4                | 1                    |
| Кубок членов            | 1       | 0                  | 0     | 1                      | 0                | 2                    |
| Плей-офф Лиги           | 2       | 0                  | 0     | 2                      | 1                | 3                    |
| Всего                   | 67      | 19                 | 15    | 33                     | 66               | 93                   |

### «Чарльтон» против «Миллуолла»

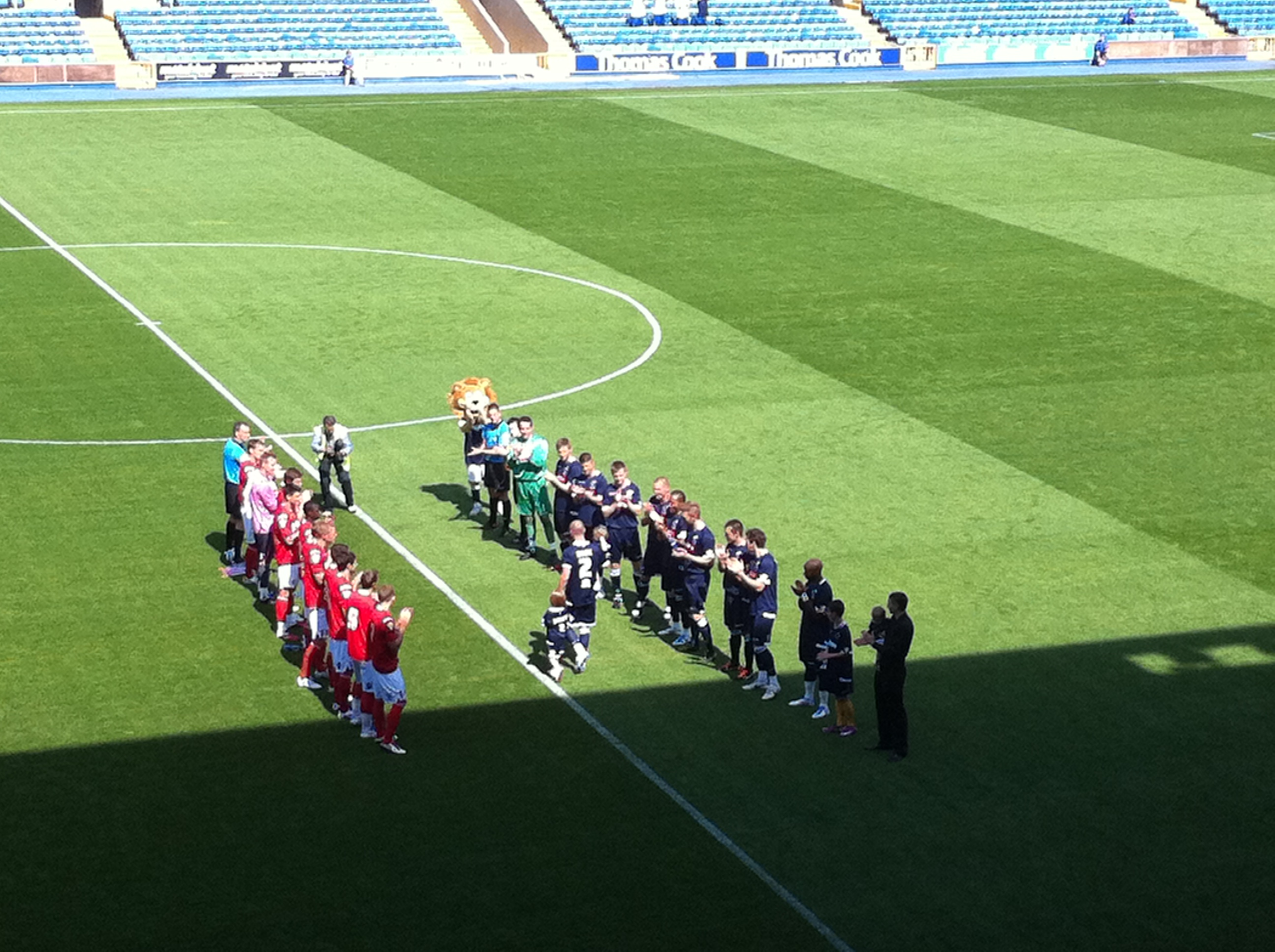
«Миллуолл» и «Чарльтон Атлетик» приветствуют Алана Данна во время матча в его честь 30 июля 2011.

По состоянию на 15 марта 2014 года.
|                                | Сыграно | Победы «Чарльтона» | Ничьи | Победы «Миллуолла» | Голы «Чарльтона» | Голы «Миллуолла» |
| ------------------------------ | ------- | ------------------ | ----- | ------------------ | ---------------- | ---------------- |
| Футбольная лига                | 68      | 11                 | 24    | 33                 | 62               | 111              |
| Англо-итальянский кубок        | 2       | 1                  | 1     | 0                  | 4                | 3                |
| Итого                          | 70      | 12                 | 25    | 33                 | 66               | 114              |
| Финал Кубка Вызова Кента       | 18      | 9                  | 5     | 4                  | 36               | 31               |
| Лондонский кубок Вызова        | 1       | 1                  | 0     | 0                  | 1                | 0                |
| Юбилейный фонд Футбольной лиги | 2       | 1                  | 1     | 0                  | 2                | 1                |
| Турнир фонда АПФ               | 5       | 2                  | 1     | 2                  | 7                | 5                |
| Всего                          | 96      | 25                 | 32    | 39                 | 112              | 151              |

### «Кристал Пэлас» против «Миллуолла»

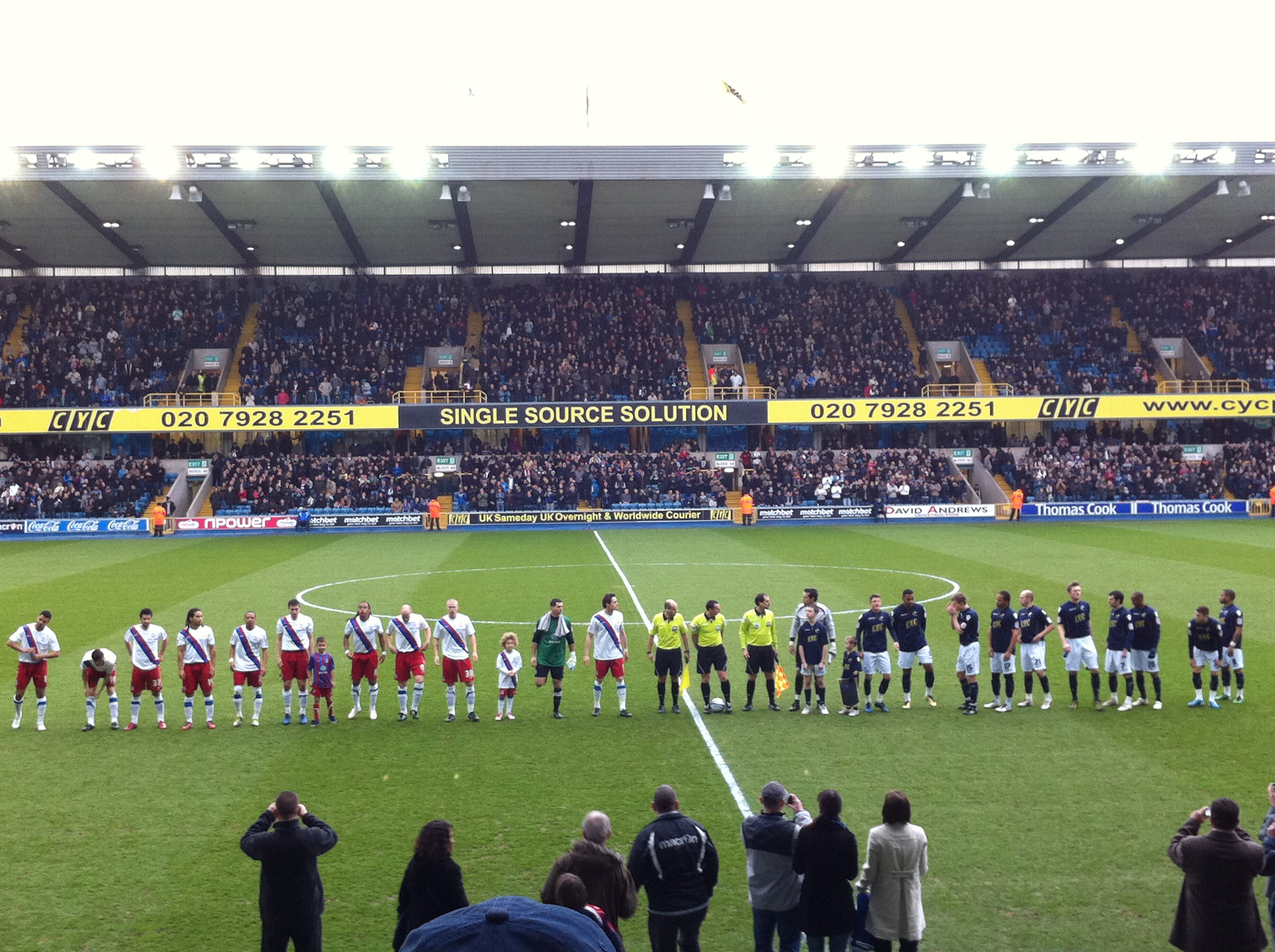
«Миллуолл» и «Кристал Пэлас» на стадион «Ден» на Новый год 2011

По состоянию на 30 апреля 2013 года.
|                          | Сыграно | Победы «Кристал Пэлас» | Ничьи | Победы «Миллуолла» | Голы «Кристал Пэлас» | Голы «Миллуолла» |
| ------------------------ | ------- | ---------------------- | ----- | ------------------ | -------------------- | ---------------- |
| Футбольная лига          | 86      | 26                     | 26    | 34                 | 106                  | 126              |
| Кубок Англии             | 10      | 2                      | 4     | 4                  | 11                   | 16               |
| Трофей Лиги              | 1       | 0                      | 0     | 1                  | 0                    | 3                |
| Англо-итальянский кубок  | 1       | 1                      | 0     | 0                  | 3                    | 0                |
| Итого                    | 98      | 29                     | 30    | 39                 | 120                  | 145              |
| Южная лига               | 20      | 12                     | 3     | 5                  | 28                   | 11               |
| Западная лига            | 2       | 0                      | 0     | 2                  | 3                    | 5                |
| Лондонский кубок Вызова  | 1       | 1                      | 0     | 0                  | 4                    | 3                |
| Турнир фонда АПФ         | 3       | 1                      | 0     | 2                  | 5                    | 4                |
| Финал Кубка Вызова Кента | 1       | 0                      | 1     | 0                  | 1                    | 1                |
| Kent Senior Shield       | 5       | 1                      | 2     | 2                  | 7                    | 4                |
| Южный кубок              | 2       | 1                      | 1     | 0                  | 4                    | 3                |
| Всего                    | 132     | 45                     | 37    | 50                 | 172                  | 176              |

### «Миллуолл» против АФК «Уимблдон»
По состоянию на 6 августа 2013 года.
|              | Сыграно | Победы «Миллуолла» | Ничьи | Победы АФК «Уимблдон» | Голы «Миллуолла» | Голы АФК «Уимблдон» |
| ------------ | ------- | ------------------ | ----- | --------------------- | ---------------- | ------------------- |
| Кубок Англии | 1       | 1                  | 0     | 0                     | 4                | 1                   |
| Кубок Лиги   | 1       | 1                  | 0     | 0                     | 2                | 1                   |
| Всего        | 2       | 2                  | 0     | 0                     | 6                | 2                   |